# Преображенка (Курганская область)
Преображенка — деревня в Сафакулевском районе Курганской области. Входит в состав Сарт-Абдрашевского сельсовета.

## География
Расположена между озером Мустай и болотом Сутарман, в 5 км к юго-западу от центра сельского поселения села Сарт-Абдрашево

## Население
| 1989 | 2002 | 2010 |
| ---- | ---- | ---- |
| 355  | ↘237 | ↘102 |

Национальный состав
Согласно результатам Всероссийской переписи населения 2002 года, в национальной структуре населения русские составляли 58 %, башкиры — 40.